# Ormiscodes carminata
Ormiscodes carminata är en fjärilsart som beskrevs av William Schaus 1902. Ormiscodes carminata ingår i släktet Ormiscodes och familjen påfågelsspinnare. Inga underarter finns listade i Catalogue of Life.